# Indian Paintbrush (empresa)
A Indian Paintbrush Productions LLC é uma empresa de produção de filmes fundada em 2006 pelo empresário americano Steven Rales. É situada em Santa Mônica, Califórnia, e é especializada na produção e distribuição de filmes de comédia dramática e romances. A Indian Paintbrush financiou vários lançamentos do cineasta Wes Anderson, incluindo The Darjeeling Limited (2007), O Fantástico Sr. Raposo (2009), Moonrise Kingdom (2012), O Grande Hotel Budapeste (2014), Ilha dos Cachorros (2018), A Crônica Francesa (2021), Asteroid City (2023), e A Incrível História de Henry Sugar (2023). Outros lançamentos notáveis da empresa incluem Loucamente Apaixonados (2011) e Eu, Você e a Garota que vai morrer (2015).

## Filmes
| Ano  | Título                                    |
| ---- | ----------------------------------------- |
| 2007 | Darjeeling Limited                        |
| 2008 | Towelhead                                 |
| 2009 | O Fantástico Sr. Raposo                   |
| 2011 | Loucamente Apaixonados                    |
| 2012 | Jeff, Who Lives at Home                   |
| 2012 | Moonrise Kingdom                          |
| 2012 | Seeking a Friend for the End of the World |
| 2012 | Música e Rebeldia                         |
| 2013 | Paixão Inocente                           |
| 2013 | Segredos de Sangue                        |
| 2013 | Trance                                    |
| 2013 | Refém da Paixão                           |
| 2014 | O Grande Hotel Budapeste                  |
| 2015 | Eu, Você e a Garota que vai morrer        |
| 2018 | Ilha dos Cachorros                        |
| 2021 | A Crônica Francesa                        |
| 2023 | Asteroid City                             |
| 2023 | A Incrível História de Henry Sugar        |
| 2023 | Jacob the Baker                           |
| 2024 | My Old Ass                                |
| ASA  | Conclave                                  |